# Lapoint (Utah)
Pour les articles homonymes, voir Lapointe.
Lapoint est un lieu census-designated place situé dans comté de Uintah, dans l’Utah, aux États-Unis.

## Géographie
Lapoint est situé à une vingtaine de kilomètres à l'ouest de la ville de Vernal et à une quinzaine de kilomètres au nord-est de fort Duchesne. Le lieu est situé dans une zone sous climat semi-aride.

## Histoire
L'endroit fut désigné "La Pointe" par les premiers trappeurs et coureurs des bois Canadiens-français et Franco-louisianais qui arpentèrent la région au début du XIXe siècle, en raison d'un éperon rocheux culminant au-dessus de la partie méridionale des monts Uinta. Le lieu porta un temps le nom de "Taft" en l'honneur du président américain William Howard Taft, mais reprit définitivement le nom de "Lapoint".